# لوكا ميلونوفيتش
لوكا ميلونوفيتش (بالسيريلية الصربية: Лука Милуновић) هو لاعب كرة قدم صربي في مركز الهجوم، ولد في 21 ديسمبر 1992 في بلغراد في صربيا. شارك مع منتخب صربيا تحت 19 سنة لكرة القدم ومنتخب صربيا تحت 21 سنة لكرة القدم. أما مع النوادي، فقد لعب مع النجم الأحمر بلغراد وزولته فاريجيم ونادي أو إف كيه بيوغراد ونادي بلاتانياس.

## وصلات خارجية
- لوكا ميلونوفيتش على موقع الاتحاد الأوربي (الإنجليزية)
- لوكا ميلونوفيتش على موقع قاعدة بيانات كرة القدم.إي يو (الإنجليزية)
- لوكا ميلونوفيتش على موقع Soccerway.com (الإنجليزية)
- لوكا ميلونوفيتش على موقع عالم كرة القدم.نت (الإنجليزية)